# NGC 4928
NGC 4928 ist eine Spiralgalaxie vom Hubble-Typ Sbc im Sternbild Jungfrau. Sie ist schätzungsweise 72 Millionen Lichtjahre von der Milchstraße entfernt und hat einen Durchmesser von etwa 35.000 Lichtjahren. Die Galaxie NGC-4995-Gruppe (LGG 333).
Im selben Himmelsareal befinden sich unter anderem die Galaxien NGC 4948, NGC 4925, PGC 44931, PGC 45242.
Das Objekt wurde am 25. April 1784 vom deutsch-britischen Astronomen Wilhelm Herschel mit einem 18,7-Zoll-Spiegelteleskop entdeckt, der sie dabei mit „cF, vS, R“ beschrieb; John Herschel notierte bei seiner Beobachtung mit einem 18-Zoll-Spiegelteleskop „vF, R, glbM, 30 arcseconds“.